# Pulitzer-Preis/Karikatur
Der Pulitzer-Preis für redaktionelle Karikaturen (Pulitzer Prize for Editorial Cartooning) wird seit 1922 vergeben. 1923, 1936, 1960, 1965 und 1973 wurde er nicht vergeben.

## Preisträger

### 2020–2029
- 2024: Medar de la Cruz, The New Yorker, für seine Schwarz-Weiß-Karikaturen, die im Gefängnis von Rikers Island spielen
- 2023: Mona Chalabi, The New York Times, für „beeindruckende Illustrationen, die statistische Berichte mit scharfsinnigen Analysen kombinieren, um den Lesern zu helfen, den immensen Reichtum und die wirtschaftliche Macht des Amazon-Gründers Jeff Bezos zu verstehen.“
- 2022: Fahmida Azim, Anthony Del Col, Josh Adams und Walt Hickey von Insider, für „ein herausragendes Portfolio von redaktionellen Cartoons oder anderen illustrierten Arbeiten (Standbilder, animierte oder beides), die sich durch politische Einsicht, redaktionelle Effektivität oder öffentlichen Wert auszeichnen“
- 2021: nicht vergeben
- 2020: Barry Blitt, The New Yorker

### 2010–2019
- 2019: Darrin Bell, Freelancer
- 2018: Jake Halpern und Michael Sloan, The New York Times
- 2017: Jim Morin, Miami Herald
- 2016: Jack Ohman, The Sacramento Bee
- 2015: Adam Zyglis, The Buffalo News
- 2014: Kevin Siers, The Charlotte Observer
- 2013: Steve Sack, Star Tribune
- 2012: Matt Wuerker, POLITICO
- 2011: Mike Keefe, The Denver Post
- 2010: Mark Fiore, SFGate.com

### 2000–2009
- 2009: Steve Breen, The San Diego Union-Tribune
- 2008: Michael Ramirez, Investor’s Business Daily
- 2007: Walt Handelsman, Newsday, Long Island, N.Y.
- 2006: Mike Luckovich, Atlanta Journal-Constitution
- 2005: Nick Anderson, Courier-Journal, Louisville
- 2004: Matt Davies, Journal News (White Plains, New York)
- 2003: David Horsey, Seattle Post-Intelligencer
- 2002: Clay Bennett, Christian Science Monitor
- 2001: Ann Telnaes, Los Angeles Times Syndicate
- 2000: Joel Pett, Lexington Herald-Leader

### 1990–1999
- 1999: David Horsey, Seattle Post-Intelligencer
- 1998: Stephen P. Breen, Asbury Park Press
- 1997: Walt Handelsman, Times-Picayune
- 1996: Jim Morin, Miami Herald
- 1995: Mike Luckovich, Atlanta Constitution
- 1994: Michael Ramirez, The Commercial Appeal
- 1993: Stephen R. Benson, Arizona Republic
- 1992: Signe Wilkinson, Philadelphia Daily News
- 1991: Jim Borgman, Cincinnati Enquirer
- 1990: Tom Toles, The Buffalo News

### 1980–1989
- 1989: Jack Higgins, Chicago Sun-Times
- 1988: Doug Marlette, Atlanta Constitution and Charlotte Observer
- 1987: Berke Breathed, Washington Post Writers Group
- 1986: Jules Feiffer, The Village Voice
- 1985: Jeff MacNelly, Chicago Tribune
- 1984: Paul Conrad, Los Angeles Times
- 1983: Richard Locher, Chicago Tribune
- 1982: Ben Sargent, Austin American-Statesman
- 1981: Mike Peters, Dayton Daily News (Dayton, Ohio)
- 1980: Don Wright, Miami News

### 1970–1979
- 1979: Herbert Lawrence Block, Washington Post
- 1978: Jeff MacNelly, Richmond News Leader
- 1977: Paul Szep, Boston Globe
- 1976: Tony Auth, The Philadelphia Inquirer
- 1975: Garry Trudeau, Universal Press Syndicate
- 1974: Paul Szep, Boston Globe
- 1973: nicht vergeben
- 1972: Jeff MacNelly, Richmond News-Leader
- 1971: Paul Conrad, Los Angeles Times
- 1970: Thomas F. Darcy, Newsday

### 1960–1969
- 1969: John Fischetti, Chicago Daily News
- 1968: Eugene Gray Payne, Charlotte Observer
- 1967: Patrick B. Oliphant, The Denver Post
- 1966: Don Wright, Miami News
- 1965: nicht vergeben
- 1964: Paul Conrad, The Denver Post
- 1963: Frank Miller, Des Moines Register
- 1962: Edmund S. Valtman, Hartford Times
- 1961: Carey Orr, Chicago Tribune
- 1960: nicht vergeben

### 1950–1959
- 1959: William H. (Bill) Mauldin, St. Louis Post-Dispatch
- 1958: Bruce M. Shanks, Buffalo Evening News
- 1957: Tom Little, Nashville Tennessean
- 1956: Robert York, Louisville Times
- 1955: Daniel R. Fitzpatrick, St. Louis Post-Dispatch
- 1954: Herbert Lawrence Block (Herblock), Washington Post and Times-Herald
- 1953: Edward D. Kuekes, Cleveland Plain Dealer
- 1952: Fred L. Packer, New York Mirror
- 1951: Reg (Reginald W.) Manning, Arizona Republic
- 1950: James T. Berryman, Evening Star (Washington D.C.)

### 1940–1949
- 1949: Lute Pease, Newark Evening News
- 1948: Reuben L. Goldberg, New York Sun
- 1947: Vaughn Shoemaker, Chicago Daily News
- 1946: Bruce Alexander Russell, Los Angeles Times
- 1945: Sergeant Bill Mauldin, United Features Syndicate
- 1944: Clifford K. Berryman, Evening Star (Washington D.C.)
- 1943: Jay Norwood Darling, Des Moines Register and Tribune
- 1942: Herbert Lawrence Block (Herblock)
- 1941: Jacob Burck, Chicago Times
- 1940: Edmund Duffy, Baltimore Sun

### 1930–1939
- 1939: Charles G. Werner, Daily Oklahoman
- 1938: Vaughn Shoemaker, Chicago Daily News
- 1937: C. D. Batchelor, New York Daily News
- 1936: nicht vergeben
- 1935: Ross A. Lewis, Milwaukee Journal
- 1934: Edmund Duffy, Baltimore Sun
- 1933: H. M. Talburt, Washington Daily News
- 1932: John T. McCutcheon, Chicago Tribune
- 1931: Edmund Duffy, Baltimore Sun
- 1930: Charles R. Macauley, Brooklyn Daily Eagle

### 1920–1929
- 1929: Rollin Kirby, New York World
- 1928: Nelson Harding, Brooklyn Daily Eagle
- 1927: Nelson Harding, Brooklyn Daily Eagle
- 1926: D. R. Fitzpatrick, St. Louis Post-Dispatch
- 1925: Rollin Kirby, New York World
- 1924: Jay Norwood Darling, Des Moines Register and Tribune
- 1923: nicht vergeben
- 1922: Rollin Kirby, New York World